# Плоцкое научное общество
Плоцкое научное общество (пол. Towarzystwo Naukowe Płockie) — польское научное общество, основано в 1820 году, является одним из старейших в Польше научных обществ. Первым председателем Общества был епископ Адам Пражмовский (1820—1830 гг.).
Согласно Уставу, целью Общества является развитие, распространение и популяризация науки, проведение научных исследований и сбор научных материалов, касающихся, в частности, Плоцка и территории Мазовии.
В состав Общества входят 2 региональных филиала в Серпце и Ленчице и 6 научных секций.
Общество издаёт книги и научный журнал-ежеквартальник Notatki Płockie (с 1956 года по настоящее время). До 2017 года Обществом выпускался также журнал-ежегодник Rocznik Towarzystwa Naukowego Płockiego.
Общество организует конференции и научные сессии, лекции, тематические выставки.
С 1820 года Общество управляет Библиотекой имени Зелинских. Библиотека насчитывает более 400 тыс. томов (по данным на 2014 год), имеет статус научной и университетской библиотеки и является одной из крупнейших в Мазовии.
Председателем Общества является доктор наук, профессор Zbigniew Kruszewski.
Актуальная информация о деятельности Общества публикуется на сайте www.tnp.org.pl/ Архивная копия от 11 мая 2020 на Wayback Machine.